# Frumka Płotnicka
Frumka Płotnicka (Plotnitsa, 1914 – Będzin, 3 agosto 1943) è stata un'attivista polacca della Jewish Combat Organization (ŻOB), combattente della resistenza polacca durante la seconda guerra mondiale e membro dell'organizzazione laburista sionista Dror.
È stata una degli organizzatori della difesa nel ghetto di Varsavia e ha partecipato ai preparativi militari per la rivolta del ghetto di Varsavia. Dopo la liquidazione del ghetto, Płotnicka si è trasferita nel bacino di Dąbrowa, nel sud della Polonia. Su consiglio di Mordechai Anielewicz, Płotnicka ha organizzato una cellula locale di ŻOB a Będzin con la partecipazione attiva di Józef e Bolesław Kożuch nonché di Cwi (Tzvi) Brandes, e subito dopo ha assistito alla liquidazione omicida dei ghetti di Sosnowiec e Będzin da parte delle autorità tedesche.
Durante l'azione finale di deportazione dei primi di agosto 1943, la ŻOB di Będzin organizzò una rivolta contro i tedeschi, come nella vicina Sosnowiec. La rivolta del ghetto di Będzin-Sosnowiec è durata diversi giorni, anche se le SS hanno sfondato la linea di difesa principale in poche ore. Frumka Płotnicka morì il 3 agosto 1943 in uno dei bunker di Będzin, combattendo contro i tedeschi. Postumo, ricevette l'Ordine della Croce di Grunwald dal Comitato polacco di liberazione nazionale nell'aprile 1945.

## Biografia
Nacque a Plotnitsa, un villaggio vicino a Pińsk, durante la prima guerra mondiale, una regione della Polonia appena rinata dal 1919 dopo un secolo di spartizioni straniere. Si trasferì a Varsavia nel 1938 per assumere una posizione presso la sede del Movimento giovanile sionista Dror, fondato sulle terre polacche nel 1915 nel corso della guerra con la Russia imperiale.
Dopo l'invasione della Polonia del 1939 da parte della Germania nazista e dell'Unione Sovietica, Płotnicka intraprese attività clandestine come leader del movimento giovanile HeHalutz. Usando false identità e travestimenti, ha viaggiato attraverso il territorio del Governatorato Generale tra i ghetti ebraici nella Polonia occupata dai tedeschi. Ha assistito ai treni dell'Olocausto in partenza dalle stazioni ferroviarie verso i campi di sterminio durante lo sterminio degli ebrei noto come soluzione finale. Come corriere (kashariyot), consegnava armi leggere procurate dalla resistenza del ghetto di Varsavia, così come i progetti, redatti dal quartier generale, per la produzione di bombe molotov e bombe a mano. Tra le comunità ebraiche che ha visitato, Płotnicka era chiamata Die Mameh, il termine yiddish per "mamma". Riferì le notizie sulla liquidazione omicida di così tanti ghetti che iniziò a definirsi una "becchino".
(Zivia Lubetkin )
Dopo la Großaktion Warschau nel settembre 1942, Płotnicka è stata inviata dalla ZOB da Varsavia a Będzin nella Polonia occupata sud-occidentale, per aiutare la resistenza locale. La ŻOB era entrata nel ghetto di Varsavia solo due mesi prima, quando le SS tedesche guidate da Hermann Höfle iniziarono i rastrellamenti degli ebrei volti a deportare 254.000 prigionieri nel campo di sterminio di Treblinka di recente costruzione. Płotnicka è stato il primo corriere ebreo del ghetto di Varsavia a contrabbandare armi dalla parte ariana della città all'interno di sacchi di patate.
A Płotnicka è stato rilasciato un passaporto paraguaiano rilasciato dal gruppo Ładoś.

## La rivolta del ghetto di Będzin
Nel ghetto di Będzin, la cellula della resistenza ebrea si è formata nel 1941. Il ghetto non è mai stato circondato da un muro, anche se è stato strettamente sorvegliato sia dalla polizia tedesca che dalla polizia del Ghetto Ebraico. Nel marzo 1941, c'erano 25.171 ebrei a Będzin; questo numero è aumentato a 27.000 dopo l'espulsione della comunità ebraica da Oświęcim, sede della riqualificazione di Auschwitz II Birkenau. Nel mese di maggio 1942, la deportazione verso Auschwitz è iniziata con il primo trasporto di 3.200 ebrei da Będzin, caricati sui treni dell'Olocausto alla Umschlagplatz. Su consiglio di Mordechai Anielewicz, Płotnicka, Brandes e i fratelli Kożuch, che rimasero temporaneamente nel bacino di Dąbrowa a metà del 1942, organizzarono una cellula locale di ŻOB. Il 3 agosto 1943, durante l'ultima deportazione, i partigiani lanciarono una rivolta che durò diversi giorni. Płotnicka è stata uccisa in un bunker in via Podsiadły lo stesso giorno. 
La targa commemorativa in sienite incisa, situata all'incrocio tra le strade Niska e Dubois a Varsavia, è dedicata alla sua memoria. La lapide fa parte di un percorso della memoria, della lotta, e del martirio degli ebrei, inaugurato nel 1988, che si estende dall'incrocio tra le strade Zamenhof e Anielewicz fino all'incrocio tra le strade Dzika e Stawki. Płotnicka è stata registrata da Yad Vashem come vittima dell'Olocausto nel 1957.